# 이주헌 (해설자)
이주헌(1981년 12월 11일 ~ )은 대한민국의 해설가, 사업가이다.
현재 MBC 스포츠플러스 소속 해설위원으로, 팟캐스트 히든풋볼과 주책남들의 진행자이며, 아프리카TV의 BJ이자 이스타TV 채널을 운영하는 유튜버이다. 박종윤과 함께 랩추종윤의 공동 대표를 맡고 있다.

## 학력
- 사하중학교
- 동아고등학교
- 인천전문대학 사회체육[1]

## 병역
- 대한민국 육군 중사 의병 전역[2]

## 경력

#### 선수
- 구아라니 FC (1999)
- 대전 한국철도 축구단 (2000)

#### 해설
- K3리그 해설위원 (2008)
- MBC 스포츠플러스 해설위원 (2009 ~ 현재)
- SPOTV 해설위원 (2012 ~ 2014)
- TBS 해설위원 (2015)
- K리그 해설위원 (2019 ~ 2021)

1. ↑  02학번
2. ↑  제9보병사단